# Quararibea dolichosiphon
Quararibea dolichosiphon é uma espécie de angiospérmica da família Bombacaceae.
Apenas pode ser encontrada no seguinte país: Panamá.